# التويثير
التويثير قرية من قرى المملكة العربية السعودية وتقع في محافظة الأحساء على بعد حوالي 14 كم شرقي مدينة الهفوف ضمن ما يسمى بالقرى الشرقية. تبلغ مساحة التويثير عامة 103،500 متر مربع أما عدد السكان فيبلغ 8500 نسمة عام 1412 أما حاليا تقدر بـ 28000 نسمة تقريباً.

## الموقع
وتقع بمحاذاة جبل القارة (الشبعان سابقا) بالأحساء وهي أكبر القرى المحيطة بالجبل (التويثير، القارة، الدالوة، التهيمية) وتعتبر من أكبر قرى الأحساء  مساحة.

## سبب التسمية
أطلق هذا الاسم على القرية بعد العقد الثالث من القرن التاسع الهجري، عندما وصل إليها أحمد المدني قادما من المدينة المنورة بعائلته. وأحمد المدني هو الجد الأعلى للكثير من الأسر الموسوية بالأحساء والعراق وإيران، منهم الحاجي والعباد والحسن والبوطبيخ والخليفة والسادة المهرية والشخص وغيرهم.
وهذا الاسم (التويثير) كما يروي كبار السن في القرية، هو تصغير لاسم (تيثار أو تيثاره أو توثار). ويقولون انه اسم الحي أو القرية أو نبع ماء في القرية التي كان السيد أحمد المدني يقيم بها في مدينة جده الرسول الأعظم النبي محمد.
وكان يقطن الناحية الشمالية من القرية بعض الفلاحين من عائلة العواشير في حي يسمى (فريق العين). ولكن يبدو أن اسم تويثير المصغر من تيثار غلب على القرية بعد مجيء أحمد المدني وعائلته إليها. يجدر بالذكر هنا أنه ورد اسم القرية أو أحد أحيائها في بعض الوثائق باسم (قرية الجبل).

## لمحة تاريخية
كانت القرية تعرف سابقا باسم (القرحاء) ويشير بعض المؤرخين ان القرية عرفت بهذا الاسم من قبل ميلاد السيد المسيح كاحدى قرى هجر القديمة وهي مذكورة بهذا الاسم في معجم البلدان. كما اشتهر منها أيضا حي العين المذكور سابقا وهذا الحي قديم جدا وورد في العديد من النصوص التاريخية وربما يكون هو المقصود من قول الأعشى:
(ونحن غداة العين يوم فطيمة...منعنا بني شيبان شرب محلم) .
حيث ذكر عبد الخالق الجنبي في كتابه هجر وقصباتها الثلاث أن نهر محلم يمر بهذه المنطقة التي أعتبرها في كتابه انها هي مدينة هجر المشهورة عبر التاريخ.
وأيضا كان يمر بالقرية نهر آخر كان يسمى نهر الشيباني.

## نشأة القرية
وصل أحمد المدني إلى هذا المكان الذي أطلق عليه لاحقا (التويثير)، لكونه وادي يجعل جبل الشبعان جنوبه، ويمتد عن شرق الوادي وغربه ذراعين من الجبل. وكان من السهل تسوير الواجهة الشمالية ليصبح قلعة حصينة، عرفت فيما بعد بقلعة أحمد المدني. وقد بنى أحمد المدني هذه القلعة للحماية من هجمات الجبور، وهم من قبائل البدو الذين تمكنوا من السيطرة على الأحساء. بعد تغلبهم على دولة بني جروان، التي حكمت الأحساء والقطيف إلى حدود منتصف القرن التاسع الهجري. وقد وقعت بين أحمد المدني والجبور عدة معارك في مدينة العيون وفي القرية قبل استقرار العائلة فيها.

## أهم المعارك

### المعركة الأولى
أقام أحمد المدني أول ما وصل من المدينة المنورة في مدينة العيون القديمة. حيث كان يحكم الأحساء  في حينها الدولة الجروانية وكان حاكمها آنذاك هو إبراهيم بن ناصر بن جروان فاشترى من أهاليها عين ماء تسمى القطَّار.(عرفت بعد ذلك بعين السادة) مع مساحة من المزارع المحيطة بها.
إلا أن الجبور الذين تمكنوا من السيطرة على الدولة الجروانية، باستعانة بمن حولهم من البدو، قاموا بمهاجمة عائلة أحمد المدني. فوقعت أولى المعارك بين الطرفين في مدينة العيون، فقرر على إثرها السيد أحمد المدني البحث عن مكان آخر أكثر أمنا. وكان أن رحل مرة أخرى واستقر أول الأمر في مكان يسمى (قوع أبو حصيص)، عند الجبل الواقع شمال قرية التويثير، القريب من منتزه الأحساء الوطني. إلى أن بنيت قلعته المشهورة تحت جبل الشبعان. ويبدو أن اختيار هذا المكان وسط مزارع النخيل، وفي حضن الجبل كان لتلافي عنصر المباغتة الذي كان يعتمد عليه العدو في الهجوم.
إلا أن الجبور أيضا هاجموا عائلة أحمد المدني في مقره الجديد.

### واقعةالمعظمةأو(أم الجماجم)
وعرفت بأم الجماجم وهي أهم معركة شهدتها التويثير.
هي معركة وقعت في حدود 1233-1240هـ، فسميت بأم الجماجم لكثرة ما وقع فيها وحولها من الجماجم، والقصة المشهورة التي وقعت على ام الجماجم كانت في عهد محمد علي باشا الوالي التركي في مصر وبعد القضاء على الدولة السعودية الأولى في معقل دارهم الدرعية ، وعند رجوعهم من الدرعية منتصرين على الدولة السعودية الأولى وكان حضورهم بإيعاز من الشيخ فيصل بن وطبان الدويش بعد مقتل شيوخ مطير الذي حصل في عهد عبدالله بن سعود الذي تولى الإمامة بعد أبيه سعود 1227هـ( وقد ذكر الرحالة السويسري بوركهارت والضابط الأنجليزي سادلير حادثة مقتل الشيوخ ).
وقد أرسل فيصل الدويش إلى والي مصر كلاً من منديل بن غنيمان الملعبي وقيل حباب بن قحيصان البرازي واخبراه الرسولان ما حدث في أرض الجزيرة من ظلم وجور فجهز الجيش الجرار للقضاء على الدولة السعودية الأولى وكان سقوط الدرعية سنة 1818 م بمشاركة مطير.
ويقال بأن حباب بن قحيصان بحث عن عبدالله بن سعود فلم يجده ووجد اخاه فيصل فوضع قدر وملاءه ماء وأوقد تحته النار ووضع فيه فيصلاً ليطبخه..تنكيلاً لما فعله اخوه بقتله الشيوخ السبعة.
تكملة الموضوع وهو ان الأتراك بعد ان أسقطوا الدرعية بفترة أرسل محمد علي باشا لقائده ان يتوسع في المنطقة وان يسيطر على اماكن أخرى في العراق وما حولها فأرسل قائد الجند إبراهيم باشا وقيل خورشيد طاهر باشا إلى الدويش أن يجهز له المياه والمؤن والنساء لكي يتسلى بها الجند الذين قد بقوا وقتاً طويلاً عن اهلهم فلم يرضه هذا الكلام واضمر في نفسه شيئاً وأعد العدة على آبار ام الجماجم وقام بالأمر لكل مطير ان يهدموا ويسمموا الآبار فهلك جند الدولة العثمانية في منطقة ام الجماجم( الدحاحيم). وأشتهرت زيادة بهذا الأسم بعد هذه الحادثة (فمن يرضى على عرضه بهذا الأمر؟)

#### تفاصيل المعركة
وصول الجبور ومن ناصرهم من البدو إلى المقر الجديد، هدد الأمن والاستقرار الذين سعى أحمد المدني لتوفيرهما لحياة عائلته في الأحساء . مما اضطره لاستخدام أمواله وحنكته لمعركة حاسمة يكسر بها شوكة الجبور ومن ناصرهم، ويثبت مكانة العائلة ومنعتها وقدرتها على الانتصار في أعتى المعارك.

صورة للكهف من الخارج

وصلت الأخبار من العيون التي نشرها أحمد المدني خارج القرية، أن الجبور قادمون للهجوم من جديد.فأخلى القلعة تماما. فدخل المهاجمون إلى مكان شبه مهجور، إلا من عدة حراس سرعان ما لاذوا بالفرار داخل الجبل. فتبعهم الجبور كي يصلوا إلى أحمد المدني وثروته. دخل الحراس إلى كهف في الجبل (يعرف الآن بغار أبو الجماجم لكثرة ما وجد فيه من جماجم وهياكل عظمية)، مدخله لا يتسع إلا لشخص واحد فقط. وفي نهاية المدخل حفرة عميقة أعدت بعناية. أخذ الجبور يدخلون الواحد تلو الآخر ضنا منهم أن الثروة مخبأة هناك.والحراس المستعدون داخل الكهف يقتلون كل من يدخل. بينما التف السيد أحمد المدني بباقي عائلته ورجاله من خلفهم وحاصروهم في وادي عند مدخل الكهف وأجهزوا عليهم في معركة شديدة اعتبرت منعطفا هاما في تاريخ العائلة وعُدَّت إحدى المعارك المشهورة عند أهالي الأحساء .
بعد هذه الواقعة، والهزيمة الكبيرة التي لحقت بالجبور رغم قوتهم المشهورة ذلك الوقت. ذاع صيت أحمد المدني في المنطقة. واستقرت له الحياة في القرية التي أخذت بالاتساع، حيث بدأ السيد أحمد المدني وأهله يشترون المزارع من حولهم. فيتكاثر الراغبون بمجاورتهم والفلاحون الراغبون بالعمل لديهم. وهذا الأمر أدى إلى توسع القرية وزيادة عدد ساكنيها بشكل كبير وملحوظ. وهو يفسر أيضا ما عرف أن معظم العوائل التي استقرت في القرية لها امتداد في القرى الأخرى مثل قرى العمران، والقارة، والحليلة، والبطالية والعيون.
ويرجع سبب إصرار الجبور على تتبع أحمد المدني، لما تمثله عائلته من قوة داعمه لحكم الجروانيين في الأحساء  لما تمتلكه من قوة عسكرية ومادية واجتماعية ويدل ذلك ما ورد عن العلامة المجتهد الأحسائي المشهور بالشيخ محمد بن الشيخ علي ابن أبي جمهور في كتابه غوالي الليالي في وصفه لأستاذه السيد محمد ابن السيد أحمد المدني أنه (قاضي قضاة الإسلام والفارق بميامين همته في الحلال والحرام) مما قد يعني توليه منصب رسمي للقضاء بمرتبة عالية.
ومما يروى أيضا دلالة على غنى العائلة الكبير وامتلاكها لثروة كبيرة من الذهب والأموال والجاه، أن إحدى نساء العائلة (بعد فترة طويلة من استقرار العائلة في التويثير)، قررت السفر للإقامة بالعراق. فذهبت هي وحاشيتها إلى ميناء العقير حيث أبحرت إلى البحرين، لانتظار المركب الذي يقلهم إلى العراق. لكن ربان السفينة النوخذة أخبرها أن رجلا من المبارك (يعرف بابي رقبة) من قرية الحليلة بالأحساء  رفض ركوبها معه في المركب. فما كان منها إلا أن اشترت المركب بالثمن الذي أراده صاحبه. واستضافت كل المسافرين. وأمرت أن لا تشعل نار غير نارها طول الطريق. ثم أهدت المركب للنوخذة في نهاية الرحلة بعد أن أحست بتساؤلاته عن مصيره هو وبحارته. وهذه الرواية من الروايات المتناقلة والمشهورة بين رجال العائلة وأهالي القرية.
كما تؤكد هذا الأمر الوثائق الموجودة الآن. حيث يوجد في بعض الوصايا والصكوك والقساميات ما يدل على ذلك.

### المعركة الأخيرة
قبيل توحيد المملكة على يد الملك عبد العزيز. كان الاستقرار والأمن مفقودين في الأحساء . حيث كان بعض القبائل البدوية كالعجمان يهاجمون مدن الأحساء  وقراها ونواحيها ليلا. معتمدين على عنصر المباغتة. ومن ضمن القرى المهاجمة كانت قرية التويثير. فوقعت معركة عرفت بواقعة العويجة. تصدى فيها أهالي القرية للمهاجمين ببسالة فائقة، بزعامة السيد عبد المحسن بن حسن إبراهيم الحاجي. واستمر القتال حتى الفجر. وكانت خسائر المهاجمين في الأرواح كثيرة. وقد استنهض صوت السلاح أهالي العمران، الذين وصلوا لنجدة أهالي التويثير بزعامة القائد المعروف المشهور العلامة الشيخ عمران السليم. وقد وصلوا في نهاية المعركة.وقد كان لصوت سلاحهم، القادم من الشرق الدور الكبير في هزيمة المهاجمين ورفع الروح المعنوية لأهالي التويثير.
كثرة هذه المعارك وعدم الاستقرار سبب هجرة من القرية. حيث خرج منها بعض البيوت من ذرية أحمد المدني متوجهين إلى العراق وإيران بحثا عن الاستقرار وطلبا للعلم. فتكونت عوائل كبيرة هناك تعد امتدادا للساكنين في القرية.

## بعض الآثار التاريخية
برج يوجد في أعلى الجبل في الجهة الشمالية من البلاد برج مبنى من الطوب والصخر، والذي أمر ببناه الملك عبدالعز بن عبدالرحمن آل سعود لسبب أن العجمان بدءوا ينهبون الأحساء  وأمر عبد العزيز بن عبد الرحمن بن فيصل آل سعود أهالي التويثير ببناء البرج ليتمكن من مراقبة العدو ويكيل لهم الضربات من أعلى الجبل أما البرج فأنه يتكون من غرفتين ورواق.
ويوجد بالحائط ثقور وفتحات تستخدم لطلاقات البنادق والمفرقعات ولكن بعد أن تم البناء أكتشف عبدالعزيز بن سعود أن ضربات المدفعية تتعدى مواقع الأعداء فترك هذا الجبل وبنى قلعه أخرى على جبل القارة وبهذه القلعة أشتهر الجبل الذي عرف فيما بعد بجبل القارة ، فقد كان يعرف في السابق بجبل الشبعان .

## أحياء القرية

### أشهر الأحياء
- الحي الأخضر وهو أكبر الأحياء الموجودة يوجد في الجهة الشمالية من القرية.
- حي الحلة ويقع بمحاذاة جبل القرة.
- حي الصرمة ويقع بمحاذاة الجبل بالقرب من حي الحلة إلا أنه أكبر منه.
- حي القوع يقع بالقرب من جبل أبو حصيص (الصفا سابقا).

### بقية الأحياء
- حي العين الذي كان ينبع منه عين نهر محلم.
- وحي القرحة، حي الزرب، حي الشمس الحامية.

## حسينيات القرية ومساجدها
- حسنية الامام المنتظر (وهي أكبر حسينية في القرية وتقع بجوار الشارع العام).
- حسينية الزهراء (وهي ثاني أكبر حسينية في القرية وتقع بجوار مدرسة البنات الابتدائية الأولى في القرية).
- حسينية الرسول الأعظم، حسينية الإمام الرضا، حسينية البتول، حسينية السبطين.
- المسجد الجامع للبلدة(مسجد الامام المهدي).
- جامع الإمام الحسين بالقوع.
- ومسجد نافع.
- مسجد الديهي (بالحلة).
- مسجد الإمام علي ( بالقرحة).
- مسجد الزهراء ومسجد الإمام الحسن في فريق العين في نفس القرية ومسجد زين العابدين.

## أهم أندية قرية التويثير
- نادي التويثير وهو النادي الرئيسي في القرية.
- نادي الفوارس في الحي الأخضر.
- نادي القوع بحي القوع بالقرب من جبل أبو حصيص.
- نادي التقدم
- نادي أبو الطحين